# Ligue anti-masque de San Francisco

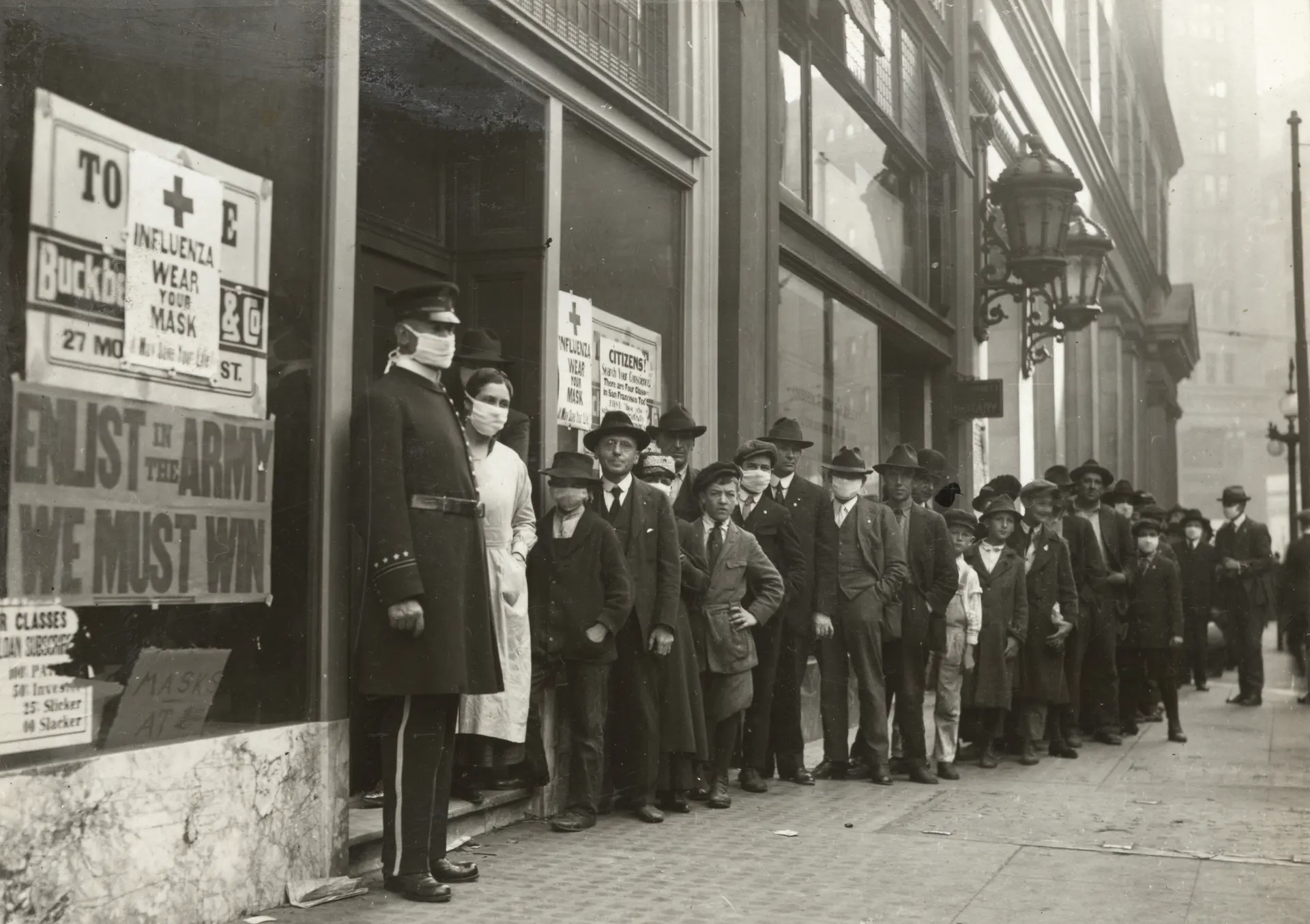
Personnes faisant la queue pour obtenir des masques anti-grippe à la rue Montgomery en 1918.

La Ligue anti-masque de San Francisco (anglais : Anti-Mask League of San Francisco) était une organisation formée afin de protester contre l'obligation pour les habitants de San Francisco, en Californie aux États-Unis, de porter des masques pendant la pandémie de grippe de 1918. 

## Contexte
Des cas de grippe espagnole ont commencé à apparaître à San Francisco à l'automne 1918. Un premier cas est signalé fin septembre et à la mi-octobre, la ville compte plus de 2 000 cas. Le Conseil sanitaire de la ville adopte alors diverses mesures pour tenter de lutter contre la maladie, telles que l'interdiction des rassemblements, la fermeture des écoles et des théâtres et la recommandation aux citoyens d'éviter les foules. Les travailleurs qui avaient un contact avec des clients (barbiers, employés d'hôtels et de maisons de chambres, caissiers de banque, pharmaciens, commis de magasin et toute autre personne servant le public) étaient tenus de porter un masque. Puis, le 25 octobre, la ville adopte une ordonnance demandant à chaque résident et visiteur de San Francisco de porter un masque en public et dans les groupes de deux personnes ou plus, sauf au moment des repas,. 
Au départ, l'ordonnance sur les masques est globalement bien respectée, environ 4 personnes sur 5 portant des masques en public. La Croix-Rouge vend des masques au terminal pour les personnes arrivant par ferry. Les personnes ne portant pas de masque ou ne le portant pas correctement sont poursuivies pour « atteinte à la paix », puis peuvent recevoir un avertissement, être condamnées à une amende, voire emprisonnées. L'officier municipal de santé et le maire doivent tous deux payer une amende pour ne pas avoir porté de masques lors d'un match de boxe. 
L'ordonnance sur les masques est annulée le 21 novembre, ce alors que les cas de grippe avaient recommencé à augmenter, puis une nouvelle ordonnance imposant des masques entre en vigueur le 17 janvier 1919,.

## Formation de la ligue
Bien qu'il y ait eu quelques plaintes de citoyens pendant la période initiale de port du masque, la nouvelle ordonnance de 1919 galvanise une opposition plus sérieuse et une Ligue anti-masque est créée,. Les membres de la ligue comprenaient des médecins, des citoyens, des libertariens civils, et au moins un membre du Conseil des superviseurs. On estime qu'entre 4 000 et 5 000 citoyens ont assisté à la réunion du 25 janvier,. Certains membres de la ligue veulent recueillir des signatures pour une pétition demandant la fin à l'obligation de masque, tandis que d'autres veulent lancer des procédures de renvoi de l'officier municipal de santé. Le débat est houleux. Certaines objections à l'ordonnance se fondent sur des questions de données scientifiques tandis que d'autres considéraient l'obligation comme une atteinte aux libertés civiles. 
En plus des plaintes de la Ligue anti-masque, certains agents de santé publique d'autres villes soutiennent également que les masques ne sont pas nécessaires. L'officier municipal de santé de San Francisco critique le Conseil sanitaire du secrétaire d'État pour sa remise en question de l'efficacité des masques, affirmant que « l'attitude du conseil d'État encourage la Ligue anti-masques ». 
Le 27 janvier, la Ligue présente une pétition signée par sa présidente E.C. Harrington au Conseil des superviseurs demandant l'abrogation de l'ordonnance sur les masques. Des journaux du monde entier prennent note de l'apparition de cette organisation protestataire,,,. San Francisco lève finalement l'obligation de port du masque à compter du 1er février 1919, sur recommandation du Conseil sanitaire. 

## Analyse et débats historiques
L'obligation de port du masque a contribué à faire diminuer le nombre de décès de la pandémie à San Francisco, selon les historiens de la médecine.
Lors de la pandémie de Covid-19, un parallèle est fait entre le mouvement d'opposition à la ligue anti-masque de San Francisco et les manifestations contre les mesures de confinement de 2020 aux États-Unis,, puis avec les mouvements anti-masque dans divers pays occidentaux.